# الفساد في جنوب إفريقيا
يشمل الفساد في جنوب إفريقيا الاستخدام الخاص للموارد العامة والرشوة والمحسوبيات غير الصحيحة. أعطى مؤشر مدركات الشفافية الدولية للفساد لعام 2017 جنوب إفريقيا مؤشرًا بدرجة 43 من أصل 100، لتحتل جنوب إفريقيا المرتبة 71 من أصل 180 دولة. يمثل هذا الترتيب تغيراً نحو الأسفل بانخفاضه نقطتين عن الدرجة 45 (سي بّي آي 2016). يُعتقد أن الدول التي تقل درجاتها عن 50 تعاني من مشكلات فساد خطيرة. لفتت الفضائح الأخيرة التي ظهرت منذ عام 2016 عن رئيس جنوب إفريقيا السابق جاكوب زوما الانتباه إلى الفساد في جنوب إفريقيا. تعهّد سيريل رامافوسا، رئيس جنوب إفريقيا المنتخب حديثًا، باستئصال الفساد الحالي ومواصلة تطوير مبادرات مكافحة الفساد.
لدى جنوب إفريقيا هيكلية قوية لمكافحة الفساد، لكن القوانين غير مطبقة بشكل كافٍ والمساءلة في القطاعات العامة مثل الرعاية الصحية ما زالت منخفضة. بالإضافة إلى ذلك، فُرضَت عقوبات سلبية لمنع المُخبرين عن الأنشطة الفاسدة في كل من القطاعين العام والخاص. تسببت فضيحة حدثت مؤخراً بين أسرة غوبتا ورئيس جنوب إفريقيا السابق جاكوب زوما، في طرد زوما من منصبه وأظهرت قائمة طويلة من شكاوى الفساد ضد الرئيس السابق. تتراوح الشكاوى ضد زوما من الإنفاق المُسرف للزعيم السابق لأموال الدولة إلى تفويض العقود للشركات ذات الروابط العائلية أو العلاقات الوثيقة.

## مفهوم الفساد في جنوب إفريقيا
في عام 2013، أظهر تقرير أفروباروميتر زيادة كبيرة في التصور العام للفساد منذ عام 2008. بينما يعتقد ما يزيد قليلاً عن نصف سكان القارة الأفريقية (56%) أن بلادهم يمكنها أن تقوم بالكثير من الأمور للحد من الفساد، يعتقد 66% من سكان جنوب إفريقيا أن الحكومة يمكن أن تتخذ المزيد من الخطوات للحد من النشاط الفاسد. تعد جنوب إفريقيا من بين أقل البلدان التي تعرض فيها المواطنون للفساد بشكل مباشر. اعترف 15% فقط من سكان جنوب إفريقيا بدفع رشوة في العام الماضي. يصل متوسط النسبة المئوية للأفارقة الذين يدفعون الرشاوى نحو 30% في العام السابق.
بين عامي 2011 و2015، انخفض تأييد الرئيس السابق زوما إلى 36% من السكان بسبب تقاريرٍ عن الفساد والقيادة غير الكفؤة. يعتقد غالبية سكان جنوب إفريقيا أنه يجب أن تُشرف فروعًا حكومية على عمل الفروع الأخرى. يشعر حوالي ربع سكان جنوب إفريقيا وكأنهم يجب أن يتحملوا مسؤولية محاسبة الممثلين المنتخبين ومساءلة القادة.

## مبادرات مكافحة الفساد
نُسّقت المبادرات الحكومية لمكافحة الفساد من قبل دائرة الإدارة والخدمات العامة. يلعب المحامي العام أيضًا دورًا في مكافحة الفساد. حُلّت وحدة مكافحة الفساد المستقلة تحت اسم العقارب واستُبدلت بالصقور. الصقور هي مديرية جنوب إفريقيا للتحقيق في الجرائم ذات الأولوية (دي بّي سي آي) المصممة لاستهداف الجريمة المنظمة والجريمة الاقتصادية والفساد. تأسست المجموعة من قبل إدارة زوما في عام 2008. لدى جنوب إفريقيا إطار عمل وتشريعات متطورة جيدًا تستعرض مبادرات الفساد. يُجرّم قانون منع ومكافحة الفساد (بّي سي سي إيه) الفساد في القطاعين العام والخاص ويدوّن جرائم محددة، مُسهّلًا على المحاكم استخدام التشريع. يُدين هذا القانون بشكل خاص الرشوة والابتزاز وإساءة استخدام السلطة وغسيل الأموال مع إجبار الموظفين العموميين على الإبلاغ عن جرائم الفساد. مثل العديد من لوائح الفساد في جنوب إفريقيا، فإن «بّي سي سي إيه» تُنفّذ بشكل سيء ولا يتضمن القانون أي تدابير حماية للمبلِّغين عن المخالفات.
يوفر المنتدى الوطني لمكافحة الفساد دليلًا على الإنترنت لقانون منع ومكافحة الفساد (بّي سي سي إيه). تدعو قوانين أخرى مثل قانون تعزيز الوصول إلى المعلومات إلى زيادة الوصول إلى المعلومات العامة. يفحص قانون إدارة المالية العامة النفقات الحكومية وتدعو مدونة قواعد السلوك أعضاء الجمعية والمجلس الدائم إلى الإفصاح الكامل عن الأعضاء للإبلاغ عن المنح. تبقى آليات التنفيذ ضعيفة بالنسبة للعديد من هذه الأعمال الوقائية، مما يسمح لأعمال الفساد أن تحدث دون تبليغ. صدّقت جنوب إفريقيا على اتفاقية الأمم المتحدة لمكافحة الفساد واتفاقية الاتحاد الأفريقي لمنع الفساد ومكافحته واتفاقية «أوه إي سي دي» لمكافحة الرشوة.
في عام 2018، تشكّلت لجنة التحقيق في زوندو للتحقيق في ادعاءات السيطرة على الدولة والفساد أثناء إدارة الرئيس جاكوب زوما. أُدليت شهادة خلال التحقيق عن تورط شركة بوساسا، لعائلة غوبتا، زملاء الرئيس السابق زوما. خلال جلسات التحقيق، حذّرت مذكرة مشتركة موقعة من سفارات الولايات المتحدة والمملكة المتحدة وهولندا وألمانيا وسويسرا، والتي تشكل دولها 75% من الاستثمار الأجنبي المباشر في جنوب إفريقيا، من أنه إن لم يُعالج الفساد فسيكون له تأثير سلبي على الاستثمار المستقبلي في جنوب إفريقيا. دعت الرئيس رامافوسا إلى اتخاذ إجراءات ضد مرتكبي الفساد. وردّت حكومة جنوب إفريقيا بأنها تشعر بخيبة أمل بسبب المذكرة التي لا تتبع الممارسات الدبلوماسية «المُوافق عليها».